# Ruinas de Acinipo
Ruinas de Acinipo är en fornlämning i Spanien.   Den ligger i provinsen Provincia de Málaga och regionen Andalusien, i den södra delen av landet, 400 km söder om huvudstaden Madrid. Ruinas de Acinipo ligger 945 meter över havet.
Terrängen runt Ruinas de Acinipo är huvudsakligen lite kuperad. Ruinas de Acinipo ligger uppe på en höjd. Runt Ruinas de Acinipo är det ganska tätbefolkat, med 72 invånare per kvadratkilometer. Närmaste större samhälle är Ronda, 11,8 km sydost om Ruinas de Acinipo. Trakten runt Ruinas de Acinipo består till största delen av jordbruksmark.